# Entodontopsis tavoyensis
Entodontopsis tavoyensis är en bladmossart som beskrevs av William Russell Buck och Robert Root Ireland 1985. Entodontopsis tavoyensis ingår i släktet Entodontopsis och familjen Stereophyllaceae. Inga underarter finns listade i Catalogue of Life.